# Sicyos hispidus
Sicyos hispidus är en gurkväxtart som beskrevs av Wilhelm B. Hillebrand.
Sicyos hispidus ingår i släktet hårgurkor, och familjen gurkväxter. Inga underarter finns listade i Catalogue of Life.

## Bildgalleri

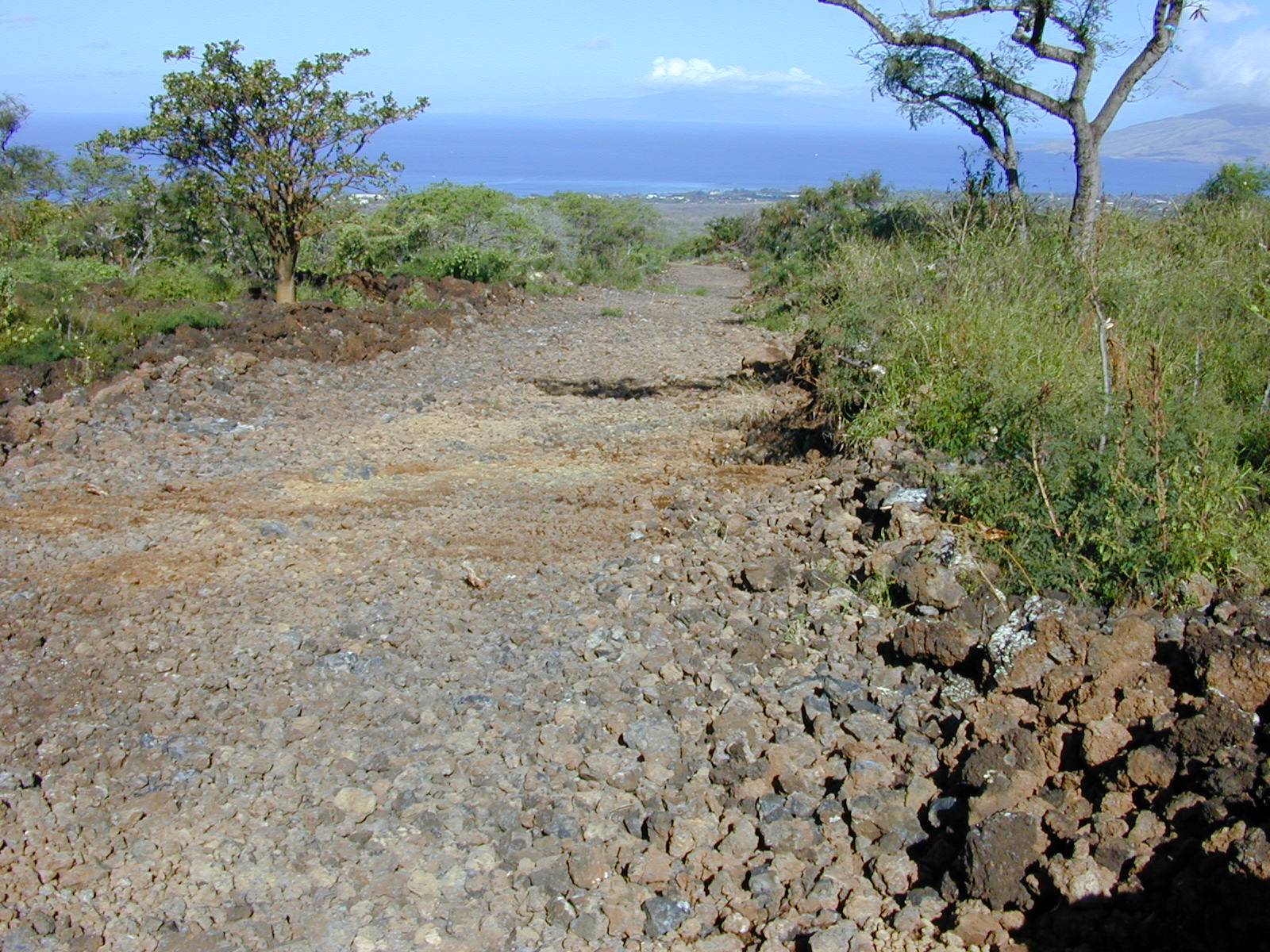
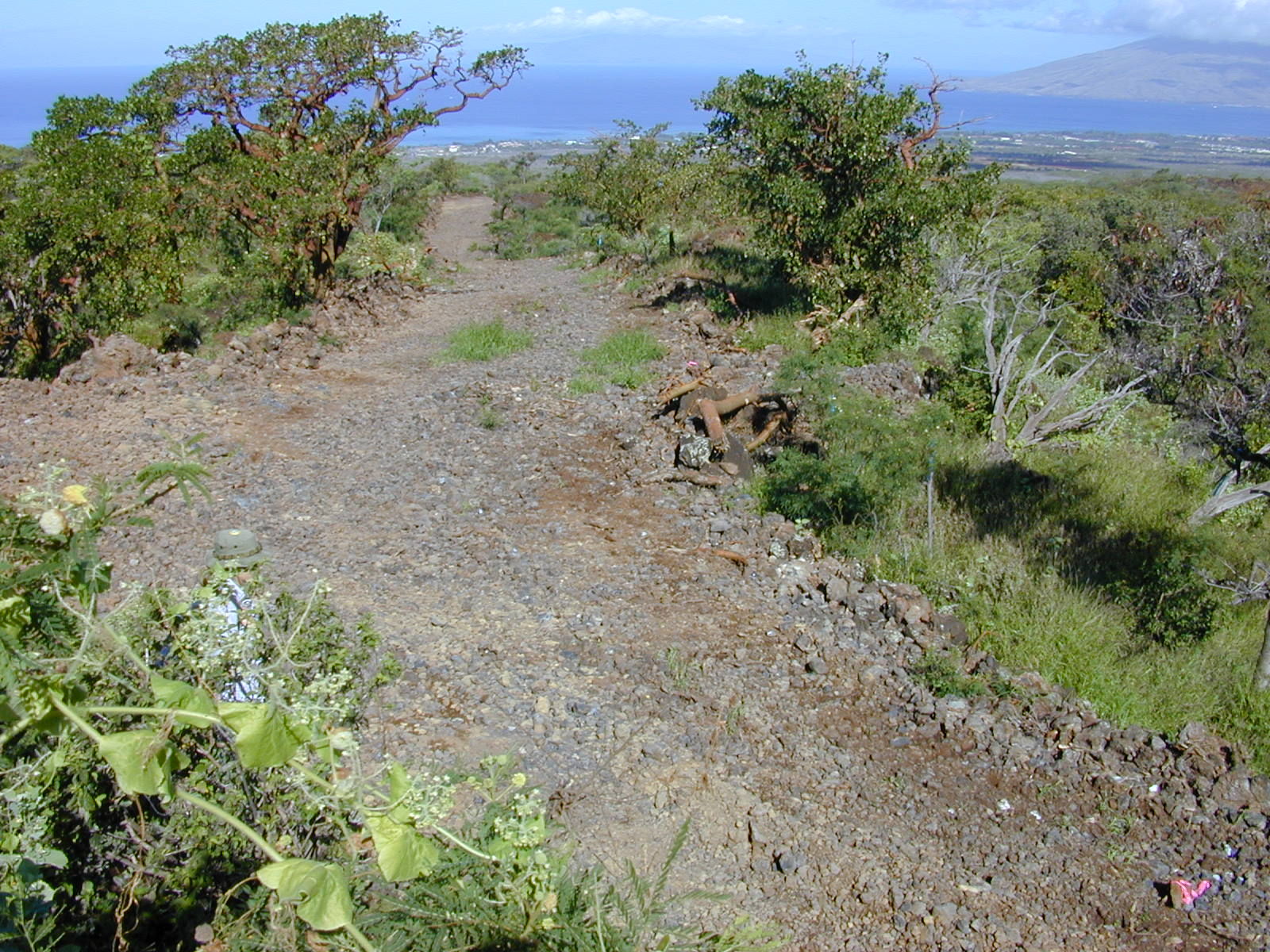
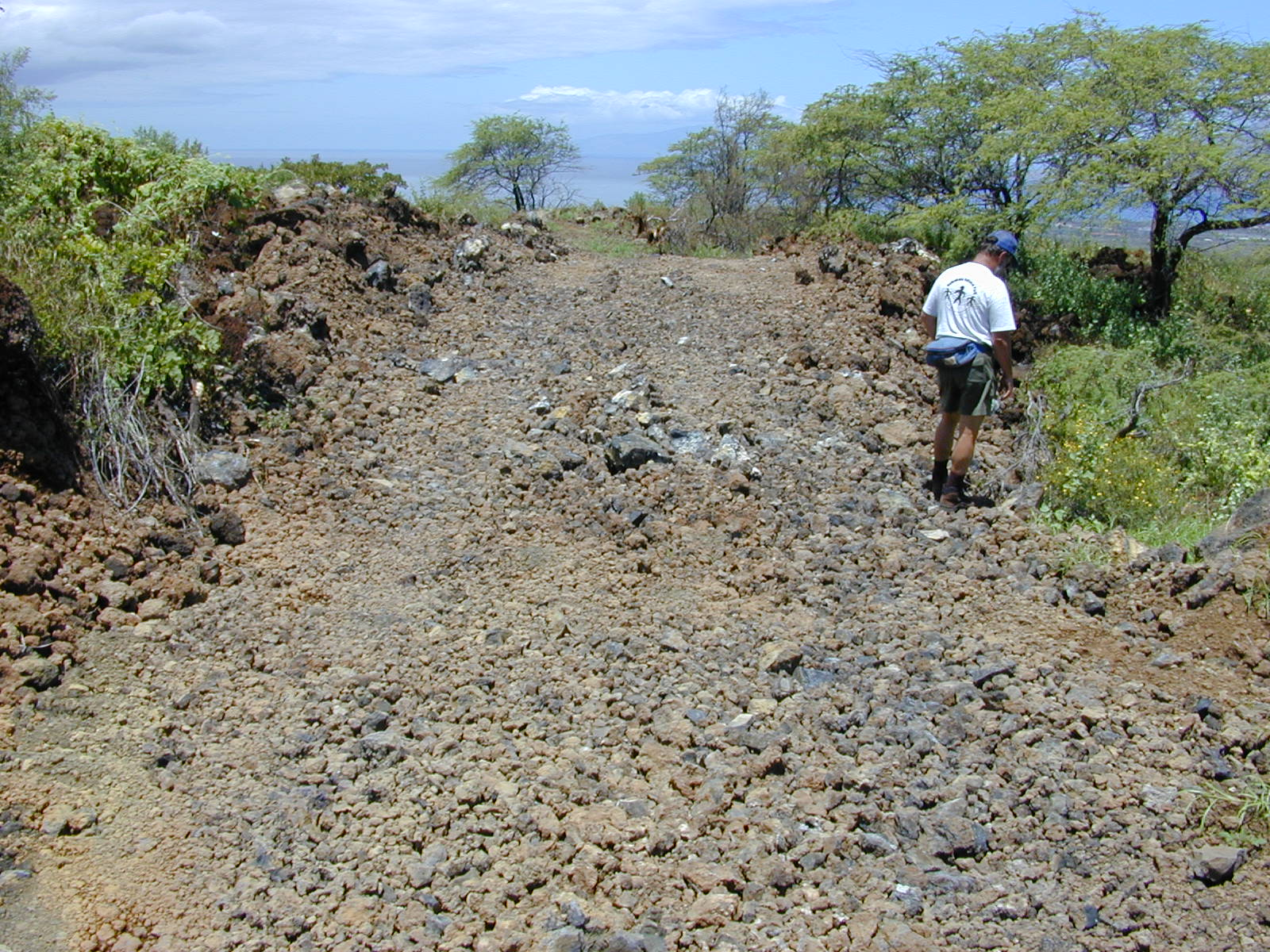
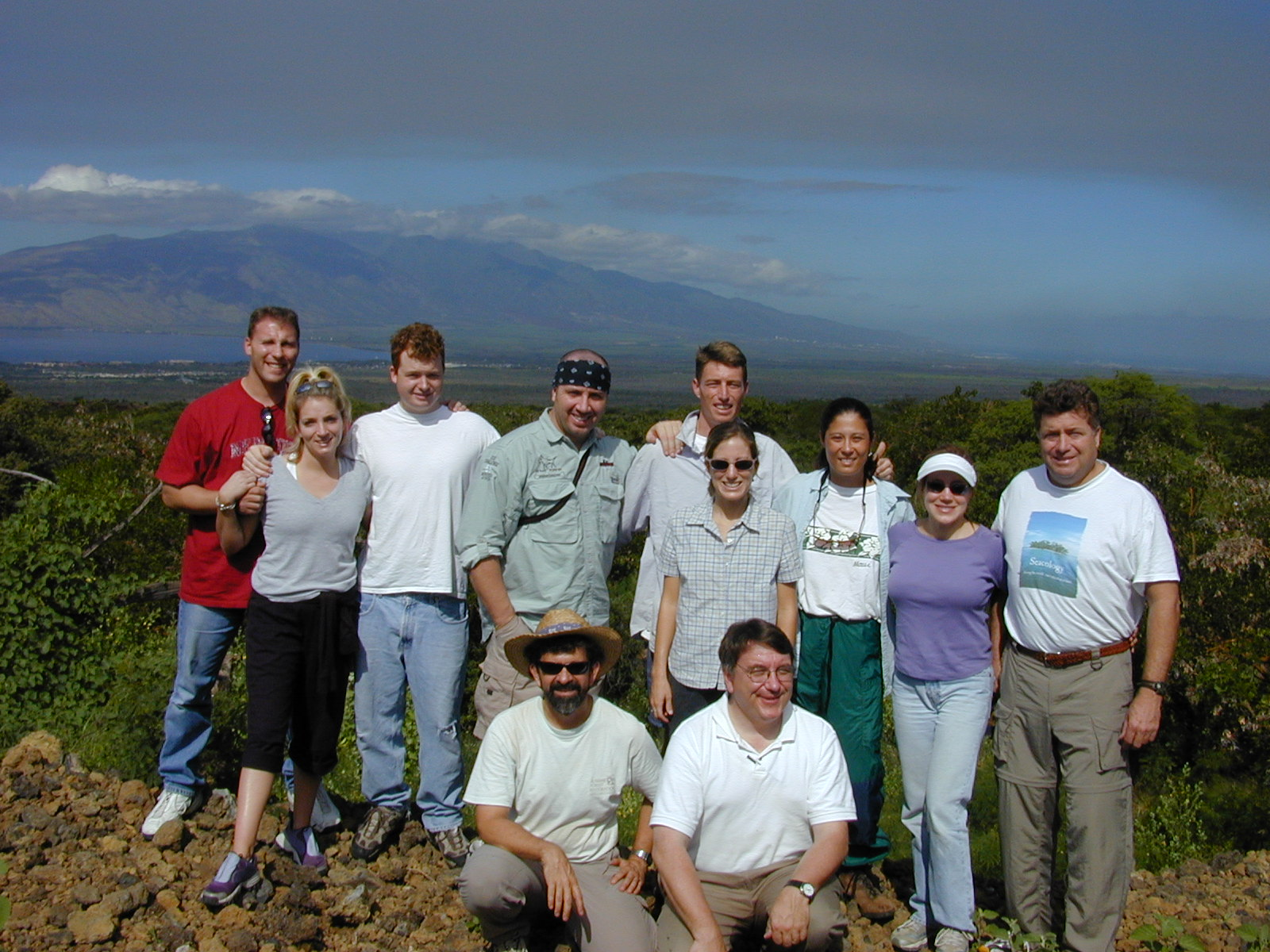
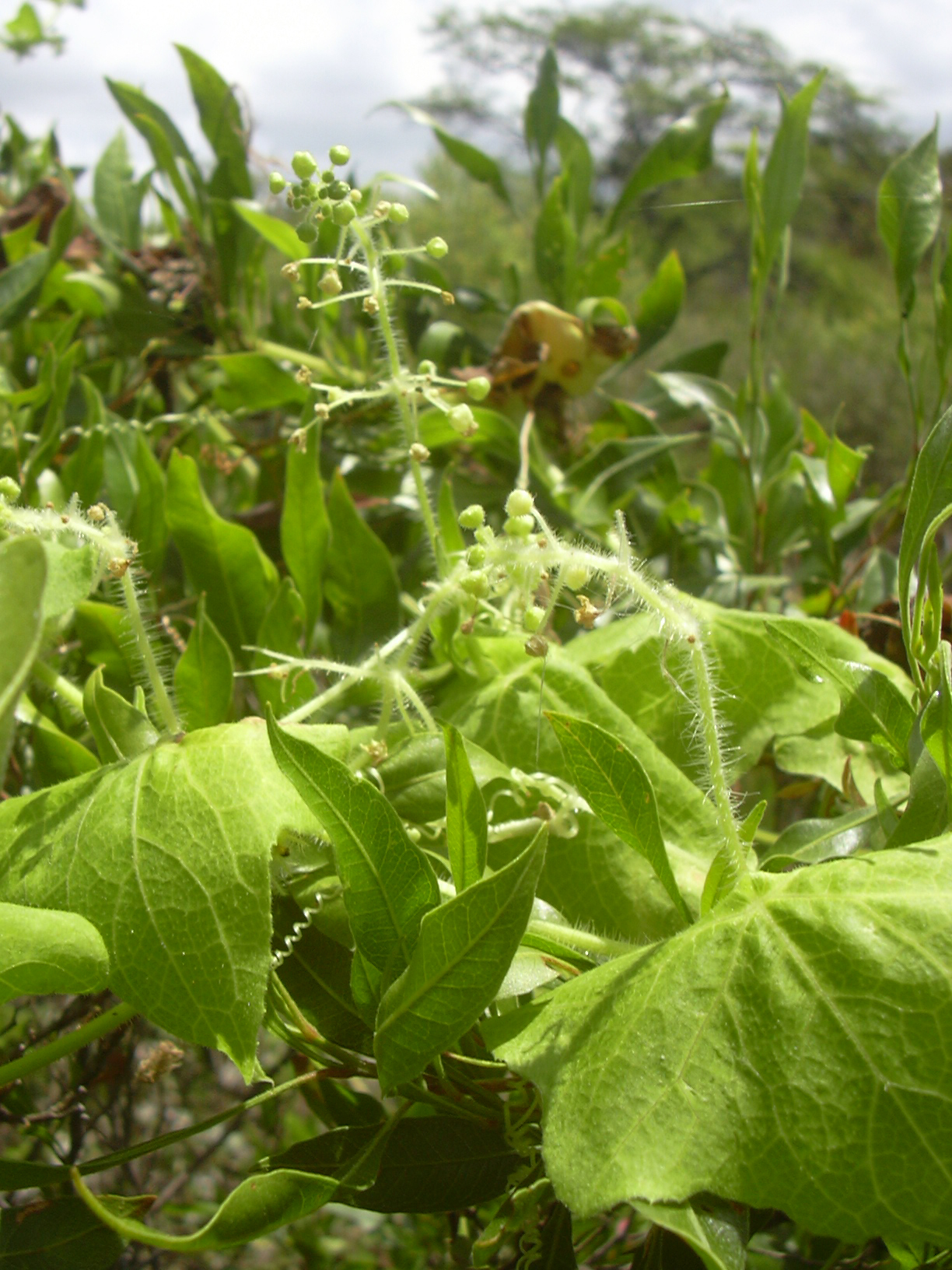
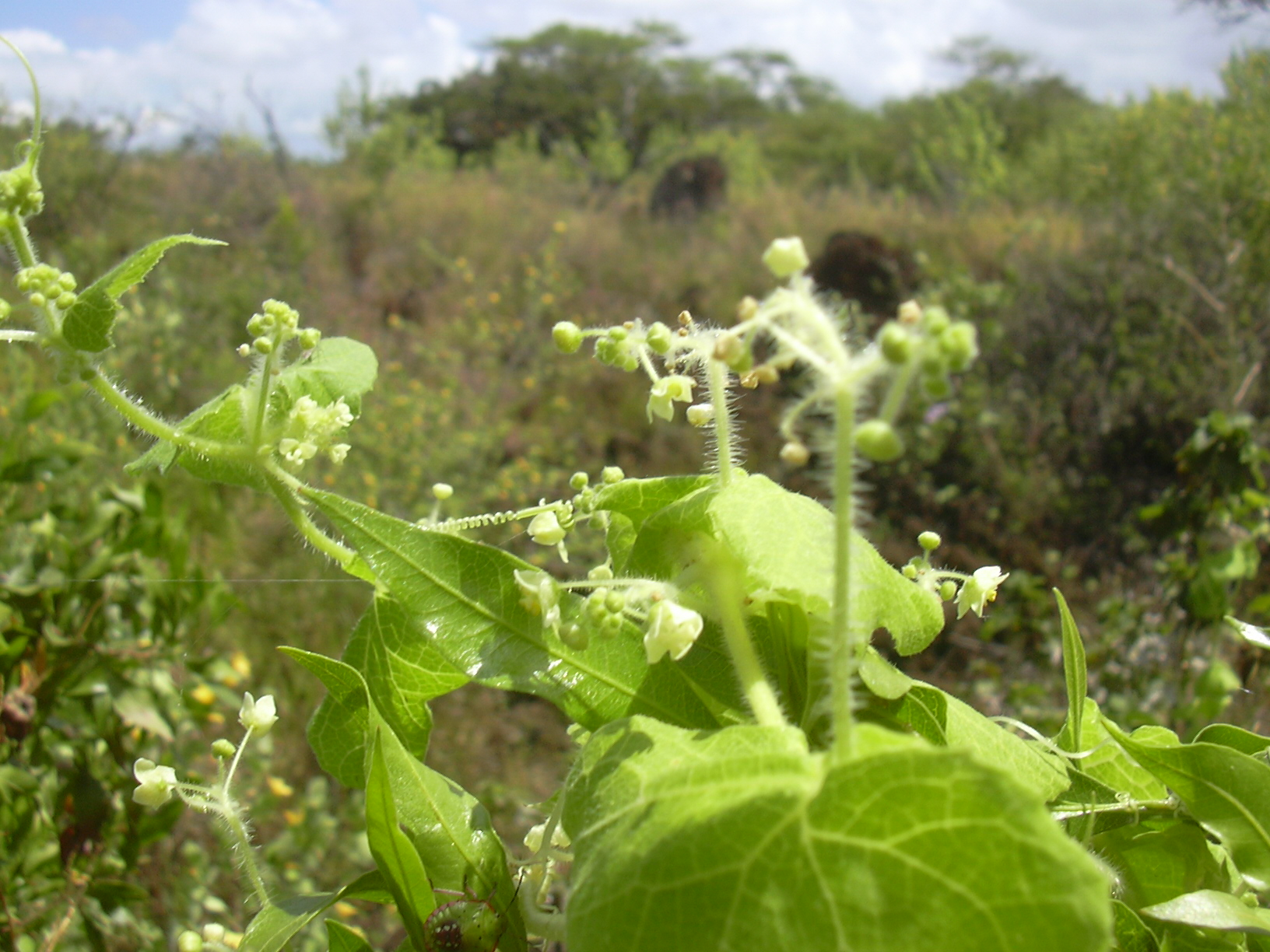